# Real TV Estate
Real TV Estate (часто помилково вживають назву Real Estate TV) — колишній перший український телеканал про будівництво та нерухомість.

## Історія
Був створений в Одесі у лютому 2008 року та мовив спочатку тільки на супутнику. 
18 серпня 2011 року телеканал виграв ліцензію на загальнонаціональне мовлення у цифровому мультиплексі MX-3. Але після придбання каналу в червні 2012 року медіахолдингом 1+1 Media, загальнонаціональна ліцензія була переоформлена на користь іншого каналу холдингу, який не отримав ліцензію — 2+2. Чутки про можливий продаж телеканалу ходили ще в 2011 році.
13 січня 2014 року телеканал припинив мовлення на супутнику. Замість нього почав мовити телеканал «Бігуді».

## Позиціонування та наповнення
Канал позиціонував себе як джерело інформації про ринок нерухомості проєктування, будівництва, дизайну та ремонту, банківських послуг та страхових компаній. У доступній формі телеканал розповідав про інтереси та проблеми у сфері нерухомості, давав відповіді на найактуальніші питання телеглядачів.
Наповнення каналу складалося з різнопланових пізнавальних, інформаційних та розважальних програм, популярних фільмів та серіалів. 
Згідно з презентацією, програми телеканалу розраховані на аудиторію 25-50 років.

## Програми
- Real Woman[9]
- АвтоЛеді[9]
- Експертиза[10][11]
- Драйвовий weekend[10]
- У центрі поля[12]
- Стежками мистецтва[13]
- Новини нерухомості[14]
- Комунальне право[14]
- Сучасний дизайн[14]
- Playback[15]
- Real новини[16]
- Одеса-спорт[17]